# Hama
A Hama GmbH & Co KG német elektronikai cikkek forgalmazója és gyártója, tartozékokra szakosodott. A cég a fotó-, videó-, audio-, multimédiás, számítógépes és telekommunikációs termékek különböző termékeinek forgalmazójaként működik. A Hama körülbelül 2500 embert foglalkoztat világszerte, 1500 alkalmazott dolgozik a németországi monheimi központban.
- Szűrők
- Memóriakártyák
- Fényképezőgép-táskák
- Fejhallgató
- Vaku és stúdió-kiegészítők

## Története

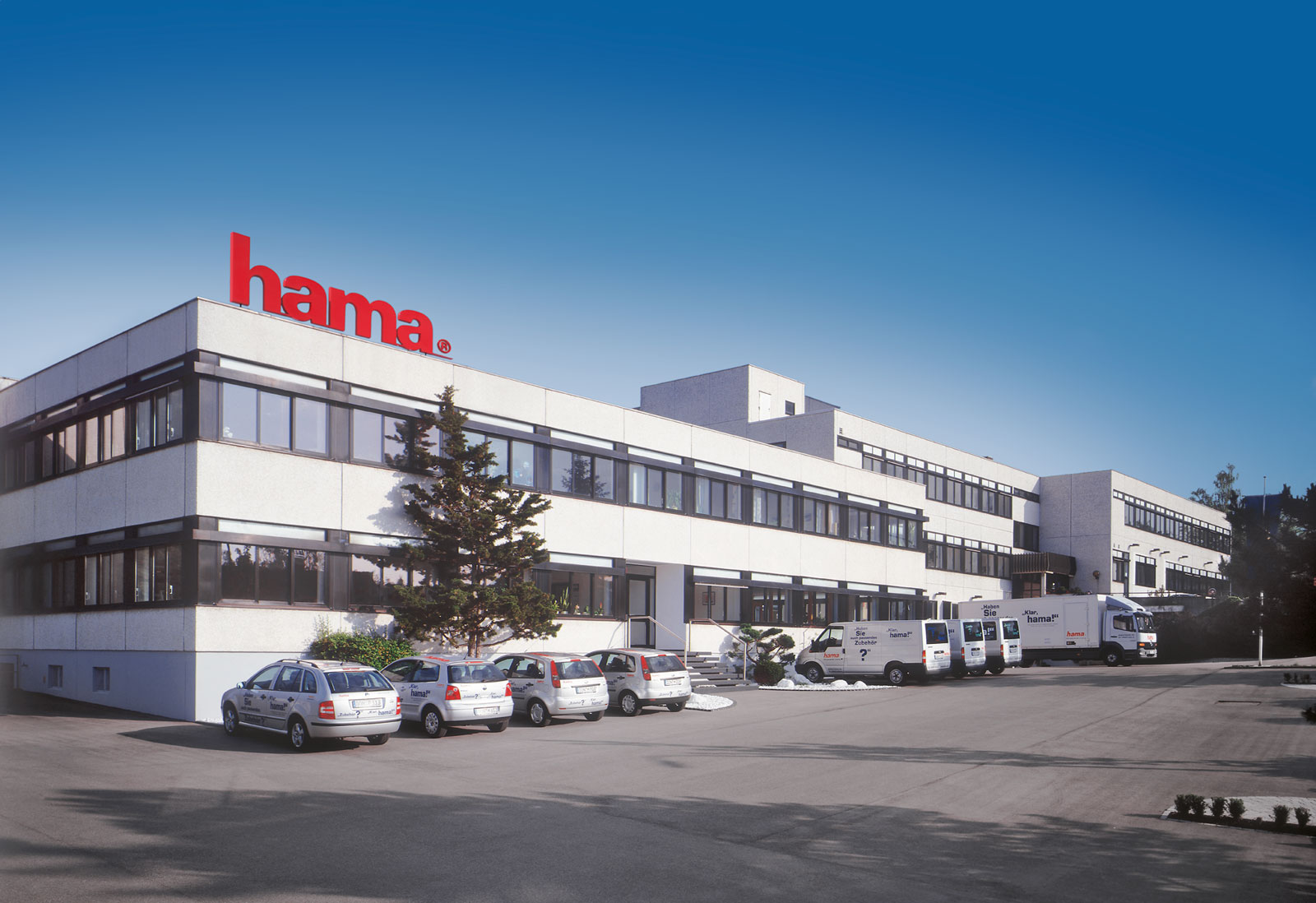
A Hama GmbH & Co KG székhelye

### Alapítása
1923-ban egy 18 éves fotós, Martin Hanke megalapította a Hamaphot KG-t Drezdában, amely fotókiegészítőkre specializálódott.  Amikor Drezdát szétbombázták a második világháborúban, a vállalat megsemmisült. 1945-ben Monheimben újjáépítették  1958-ban mutatták be az első szinkronizált villanóporos készüléket. Három évvel később megjelent a piacon a "Hamafix" csúszdarögzítő rendszer. 1990-ben a Hama megalapította a Hama PVAC Ltd.-t (Hama Photo, Video, Audio, Communications) az Egyesült Királyságban, és a Celestron, Tasco, Sandisk, Vivitar és Koss termékek brit forgalmazója volt 1991-ig.

### Botrányok
2008 elején a Hama több mint 30 000 hibás flashmeghajtót forgalmazott, melyeket egy kínai beszállító készített. A meghajtókat úgy manipulálták, hogy túlértékeljék kapacitásukat a számítógép felé, ami valószínűleg adatvesztéshez vezethet, amikor fizikailag nem létező szektorokba akarnak írni, amit a felhasználók általában nem vesznek észre.  Miután ez kiderült, a termékeket visszahívták.

## Fordítás
- Ez a szócikk részben vagy egészben  a   Hama (company) című angol Wikipédia-szócikk fordításán alapul.  Az eredeti cikk szerkesztőit annak laptörténete sorolja fel. Ez a jelzés csupán a megfogalmazás eredetét és a szerzői jogokat jelzi, nem szolgál a cikkben szereplő információk forrásmegjelöléseként.